# Sýn

Sýn logo

Sýn är ett massmediaföretag på Island som driver Vodafone Island, Vísir.is och flera TV- och radiostationer, inklusive Stöð 2, Stöð 2 Sport, Bylgjan och FM 957. Det sänder också utländska tv-kanaler över sitt digitala TV-system. 2017 köpte de flesta av 365 miðlar-tillgångar.